# Jake West
Jake West (* 1972) ist ein britischer Regisseur, der vor allem durch seine Horrorfilme Razor Blade Smile, Evil Aliens und Doghouse bekannt wurde.

## Leben
Seit 1993 arbeitet Jake West in der Fernseh- und Filmindustrie. Zunächst drehte er einige Werbefilme, unter anderem für MTV Europe, VH-1, für den Spielfilm Reservoir Dogs und diverse Musikvideos. 1994 veröffentlichte er den Kurzfilm Club Death. 1998 erschien sein Spielfilmdebüt Razor Blade Smile. Das Vampirdrama gewann einige Preise auf B-Film-Festivals. Es folgte der Kurzfilm Whacked, der wiederum einige Festivalpreise einheimste.
Von 2002 bis 2005 drehte West einige Dokumentationen über Filmschaffende des B-Movie-Genres wie Bruce Campbell, Doug Bradley und Don Coscarelli, unter anderem für eine 4-DVD-Box-Veröffentlichung der Tanz der Teufel-Reihe. 2005 erschien der Independent-Film Evil Aliens und 2006 ein Fernsehsequel zu Pumpkinhead. West ist auch häufig als Kameramann und Filmeditor seiner Produktionen tätig.
2009 folgte der Film Doghouse mit Danny Dyer und Stephen Graham.

## Filmografie (Auswahl)
- 1994: Club Death (Kurzfilm)
- 1998: Razorblade Smile
- 2002: Whacked (Kurzfilm)
- 2005: Evil Aliens
- 2006: Pumpkinhead: Asche zu Asche (Pumpkinhead: Ashes to Ashes, TV-Film)
- 2009: Doghouse
- 2012: The ABCs of Death